# 宇崎龍童
宇崎 龙童（日语：うざき りゅうどう，1946年2月23日—），原名木村修司，是日本京都府京都市出身的摇滚歌手、音乐家、作曲家及演员。
他于1973年出道並加入音乐界，而他在1970年代中期至1980年初之间曾经成为摇滚乐队「Down Town Boogie-Woogie Band」的成员。继「Down Town Boogie-Woogie Band」之后，他还在1980年代中期至1990年代初期活跃于乐队「龙童组」，以及在1990年代中期至后期担任于「宇崎龙童 & RU Connection with 井上尧之」。
他的妻子阿木燿子是一位作词家及女演员。